# Банщиков, Михаил Константинович
Михаи́л Константи́нович Ба́нщиков (20 марта 1949, Вологда — 4 мая 2024) — российский политик, депутат Государственной Думы РФ пятого созыва (2007—2011).

## Биография
Окончил среднюю школу № 1 города Вологды. В 1973 году окончил факультет автоматизации и комплексной механизации машиностроения Северо-Западного политехнического института. На протяжении 34 лет работал в Головном конструкторском бюро по проектированию деревообрабатывающего оборудования (ГКБД), в котором прошёл путь от техника-конструктора до директора. Неоднократно избирался депутатом Вологодского городского Совета народных депутатов и городской Думы.
Был женат, от брака имеет дочь и внука. В 2007 году, по данным вологодской газеты «Премьер» и вологодской городской прокуратуры, развёлся ради субсидии на 63-метровую квартиру в Вологде.
25 марта 2010 года в центральном районе Пскова попал в аварию и был госпитализирован. Однако достаточно быстро пошёл на поправку и уже летом вернулся к активной депутатской деятельности.
Был председателем федерации Вологодской области и членом комиссии Международной федерации по спортивному ориентированию, а также заместителем председателя спортивной федерации Вологодской области по биатлону. В молодости занимался в народном театре «Раёкъ», который тогда именовался Народным ТЮЗом.
Погиб 4 мая 2024 года в результате ДТП в Вологодском районе, на трассе Кубенское — Северная ферма автомобиль политика вылетел в кювет и перевернулся.

## Политическая деятельность
Политическую деятельность начал в 1990 году, когда избрался депутатом вологодского городского Совета народных депутатов. Депутатские полномочия исполнял вплоть до роспуска Совета в 1993 году. В 1996 году становится депутатом Совета Самоуправления города Вологды (с 2000 года переименован в Вологодскую городскую Думу), после чего переизбирался в городской парламент в 2000 и 2003 годах.
В 2000 году на организационной сессии нового созыва Вологодской городской Думы избран Первым заместителем её Председателя (председателем избран А. Н. Лукичев). В 2007 году после избрания А. Н. Лукичева депутатом Законодательного Собрания области стал Председателем Вологодской городской Думы.
Осенью 2007 года в результате областных праймериз внутри вологодского регионального отделения «Единой России» был включён в состав региональной группы № 39 (Вологодская область) под № 4. По итогам выборов 2 декабря 2007 года Вологодская область смогла направить в Государственную Думу трёх депутатов. Поскольку губернатор В. Е. Позгалёв отказался от депутатского мандата, М. К. Банщиков стал депутатом Государственной Думы. На организационной сессии избран членом Комитета по вопросам местного самоуправления.
Являлся заместителем Председателя межрегионального координационного совета ВПП «Единая Россия» по агитационно-пропагандистской работе в Северо-Западном федеральном округе.
Имел многолетний опыт активной деятельности в качестве заместителя Председателя Общероссийской общественной организации «Всероссийский Совет местного самоуправления» (ВСМС) по Северо-Западному ФО.

## Награды
- Почётная грамота Государственной Думы РФ
- Почётные грамоты Губернаторов Вологодской области Н. М. Подгорнова и В. Е. Позгалёва,
- Почётная грамота Законодательного Собрания Вологодской области
- Почётная грамота Главы города Вологды и Вологодской городской Думы.